# Sandimenes
Sandimenes is een geslacht van kreeftachtigen uit de klasse van de Malacostraca (hogere kreeftachtigen).

## Soort
- Sandimenes hirsutus (Bruce, 1971)